# Bahnstrecke Oebisfelde–Salzwedel
| |                      |                                |                                |
| Streckennummer (DB): | 6900                 |                                |                                |
| Kursbuchstrecke (DB): | 301 (2002)           |                                |                                |
| Kursbuchstrecke: | 187d (1934)          |                                |                                |
| Streckenlänge: | 59,2 km              |                                |                                |
| Spurweite: | 1435 mm (Normalspur) |                                |                                |
| |                      |                                |                                |
| \| \| \| von Wolfsburg \| \| \| \| 0,0 \| Oebisfelde \| Oebisfelde \| \| \| \| nach Stendal und Magdeburg \| \| \| \| \| Kanalbrücke Buchhorst \| Mittellandkanal \| \| \| 6,3 \| Buchhorst \| Buchhorst \| \| \| 15,3 \| Kunrau (Altm) ehem. Cunrau \| Kunrau (Altm) ehem. Cunrau \| \| \| 20,5 \| Kusey \| Kusey \| \| \| 27,5 \| Klötze \| Klötze \| \| \| \| nach Wernstedt \| \| \| \| 32,5 \| Bandau \| Bandau \| \| \| \| von Kalbe \| \| \| \| 36,7 \| Beetzendorf (Sachsen-Anhalt) \| Beetzendorf (Sachsen-Anhalt) \| \| \| \| nach Diesdorf \| \| \| \| 42,8 \| Siedenlangenbeck \| Siedenlangenbeck \| \| \| 46,9 \| Kuhfelde \| Kuhfelde \| \| \| 50,7 \| Dambeck \| Dambeck \| \| \| 54,4 \| von Badel \| von Badel \| \| \| \| Salzwedel–Diesdorf \| \| \| \| 56,0 \| Salzwedel Altstadt \| Salzwedel Altstadt \| \| \| \| von Uelzen \| \| \| \| 59,2 \| Salzwedel \| Salzwedel \| \| \| \| nach Stendal und Geestgottberg \| \| |                      |                                |                                |
| Strecke |                      | von Wolfsburg                  | von Wolfsburg                  |
| Bahnhof | 0,0                  | Oebisfelde                     | Oebisfelde                     |
| Abzweig ehemals geradeaus und nach rechts |                      | nach Stendal und Magdeburg     | nach Stendal und Magdeburg     |
| Brücke über Wasserlauf (Strecke außer Betrieb) |                      | Kanalbrücke Buchhorst          | Mittellandkanal                |
| Bahnhof (Strecke außer Betrieb) | 6,3                  | Buchhorst                      | Buchhorst                      |
| Bahnhof (Strecke außer Betrieb) | 15,3                 | Kunrau (Altm) ehem. Cunrau     | Kunrau (Altm) ehem. Cunrau     |
| Bahnhof (Strecke außer Betrieb) | 20,5                 | Kusey                          | Kusey                          |
| Bahnhof (Strecke außer Betrieb) | 27,5                 | Klötze                         | Klötze                         |
| Abzweig geradeaus und nach rechts (Strecke außer Betrieb) |                      | nach Wernstedt                 | nach Wernstedt                 |
| Bahnhof (Strecke außer Betrieb) | 32,5                 | Bandau                         | Bandau                         |
| Abzweig geradeaus und von rechts (Strecke außer Betrieb) |                      | von Kalbe                      | von Kalbe                      |
| Bahnhof (Strecke außer Betrieb) | 36,7                 | Beetzendorf (Sachsen-Anhalt)   | Beetzendorf (Sachsen-Anhalt)   |
| Abzweig geradeaus und nach links (Strecke außer Betrieb) |                      | nach Diesdorf                  | nach Diesdorf                  |
| Bahnhof (Strecke außer Betrieb) | 42,8                 | Siedenlangenbeck               | Siedenlangenbeck               |
| Bahnhof (Strecke außer Betrieb) | 46,9                 | Kuhfelde                       | Kuhfelde                       |
| Bahnhof (Strecke außer Betrieb) | 50,7                 | Dambeck                        | Dambeck                        |
| Abzweig geradeaus und von rechts (Strecke außer Betrieb) | 54,4                 | von Badel                      | von Badel                      |
| Kreuzung geradeaus unten (Strecken außer Betrieb) |                      | Salzwedel–Diesdorf             | Salzwedel–Diesdorf             |
| Bahnhof (Strecke außer Betrieb) | 56,0                 | Salzwedel Altstadt             | Salzwedel Altstadt             |
| Abzweig ehemals geradeaus und von links |                      | von Uelzen                     | von Uelzen                     |
| Bahnhof | 59,2                 | Salzwedel                      | Salzwedel                      |
| Strecke |                      | nach Stendal und Geestgottberg | nach Stendal und Geestgottberg |

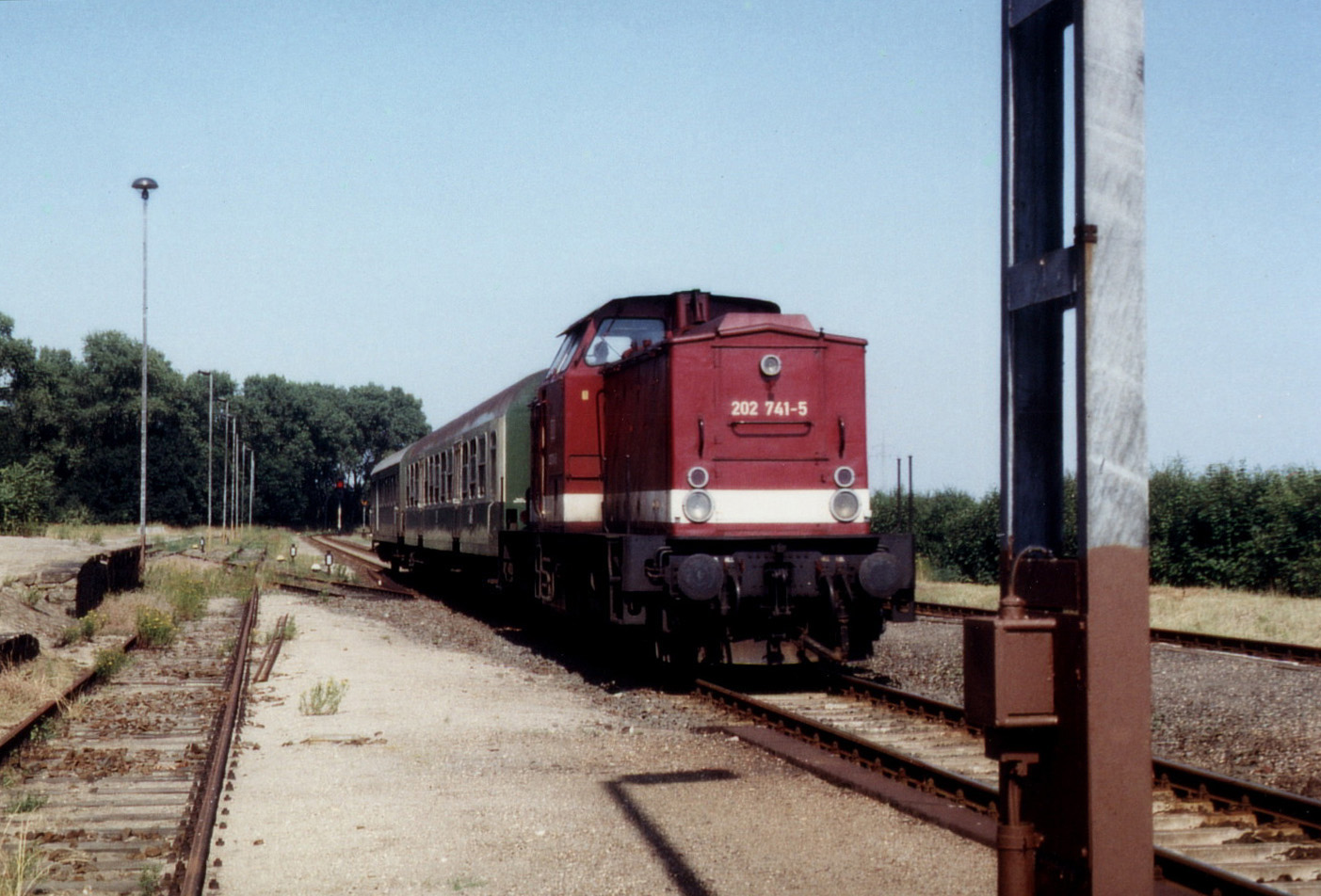
Zug im Bahnhof Kunrau (1994)

Die Bahnstrecke Oebisfelde–Salzwedel war eine eingleisige, nicht elektrifizierte Bahnstrecke in der westlichen Altmark und wurde von 1889 bis 2002 im Personen- und Güterverkehr befahren.

## Streckenbeschreibung
Die Strecke führte von der Kleinstadt Oebisfelde an der Bahnstrecke Berlin–Lehrte nach Norden zur Kreisstadt Salzwedel an der Bahnstrecke Stendal–Uelzen. Sie führte durch ein landschaftlich abwechslungsreiches Gebiet, etwa durch das Niedermoorgebiet Drömling und die Klötzer Berge.

## Geschichte
Die Altmark, die im 19. Jahrhundert zur preußischen Provinz Sachsen gehörte, ist ein landwirtschaftlich stark genutztes Gebiet. So lag es nahe, den Bahnknoten Oebisfelde an der Lehrter Bahn als Staatsbahnstrecke mit der alten Hansestadt Salzwedel zu verbinden und so ein größeres Gebiet an das Bahnnetz anzuschließen. Die Orte an der Linie wiesen allerdings stets kleine Einwohnerzahlen auf. Die größten dieser Orte sind Klötze und Beetzendorf. Die Gesamtlänge der Strecke betrug 59 Kilometer. Am 1. November 1889 begann der Betrieb auf der Strecke.
In den Folgejahren wurden die folgenden Stichstrecken erbaut:
- Klötze–Wernstedt–Kalbe (Milde) (damalige Schreibweise: Calbe (Milde))
- Beetzendorf–Rohrberg–Diesdorf mit dem Abzweig Rohrberg–Zasenbeck
- Beetzendorf–Kalbe (Milde)

Diese drei Strecken wurden von der Altmärkischen Kleinbahn-AG, einer provinzial-sächsischen Gesellschaft, und deren Vorgängergesellschaften betrieben.
1929/30 befuhren laut damaligem Kursbuch an Werktagen fünf Personenzugpaare die Strecke. Die Reisezeit betrug rund 120 Minuten. Die Strecke wurde von der Reichsbahndirektion Hannover verwaltet.

### Zeit unter der Reichsbahn
1975 wurde die Strecke als KBS 764 im Kursbuch der Deutschen Reichsbahn geführt, als Teil der Strecke Haldensleben–Salzwedel. An Werktagen befuhren nun sieben Zugpaare die Strecke, für die sie nunmehr etwa 100 Minuten brauchten. Die meisten Züge fuhren lokbespannt (Dampfloks der BR 41.10), während einzelne Züge schon mit Schienenbussen der Baureihe VT 2.09 gefahren wurden. Der Güterverkehr war zu DDR-Zeiten rege. Alle Bahnhöfe an der Strecke wiesen Ladestraßen auf. Kreuzungsmöglichkeiten waren ebenfalls an jedem Bahnhof vorhanden. Ab 1966 verkehrten die Personenzüge der Relation Salzwedel–Badel ebenfalls über Salzwedel-Altstadt, um dann am Abzweig Jeetze über ein etwa ein Kilometer langes Stück Neubaustrecke Richtung Badel zu fahren. 1980 wurde diese Verbindung stillgelegt.
Die meisten Stichstrecken der Strecke Oebisfelde–Salzwedel wurden noch zu DDR-Zeiten stillgelegt. Der Betrieb auf dem Abzweig von Beetzendorf nach Kalbe (Milde) wurde erst Anfang der 1990er Jahre eingestellt. Er wurde anschließend für kurze Zeit offiziell als Schienenersatzverkehr durchgeführt.

### Nach der Wende
Nach der politischen Wende wurde im Personenverkehr ein Zwei-Stunden-Takt eingeführt, so dass an Werktagen bis zu neun Personenzugpaare die Strecke befuhren, dazu ein Zugpaar Salzwedel–Klötze, das dem Berufsverkehr diente. Die Bespannung oblag je nach Fahrplanperiode Lokomotiven der Baureihen 202 oder 219 beziehungsweise Schienenbussen der Baureihen 771 oder 772. Die Reisezeit betrug 1999 planmäßig 86 oder 92 Minuten; gekreuzt wurde in Klötze. Die Höchstgeschwindigkeit betrug 50 km/h, die Durchschnittsgeschwindigkeit bestenfalls 41 km/h. Im Fahrplanjahr 2001/02 verkehrten werktags neun Zugpaare im Zwei-Stunden-Takt, gekreuzt wurde sechs Mal am Tag in Klötze, zwei Mal in Beetzendorf und einmal in Kusey. Samstags, sonntags und an Feiertagen fuhren acht Zugpaare im Zwei-Stunden-Takt auf der Strecke, gekreuzt wurde sechs Mal in Klötze und einmal in Beetzendorf. Die Strecke erhielt im Kursbuch der Deutschen Bahn die Nummer 301. Im Güterverkehr wurden weiterhin Kusey und Klötze, anfangs auch noch Beetzendorf, bedient.

### Stilllegung
Die Reisendenzahlen nahmen stets weiter ab, nicht zuletzt, weil die ohnehin dünn besiedelte Gegend weiter an Einwohnern verlor. Auch Rationalisierungsmaßnahmen, wie drastische Rückbauten von Gleisen in den Bahnhöfen, führten zu keiner besseren Lage. Schließlich wurde ein durch die Verbreiterung des Mittellandkanals erforderlicher, sechs Millionen Euro teurer Brückenneubau südlich von Buchhorst der Strecke zum Verhängnis, so dass der Personenverkehr zum 29. September 2002 vom Land Sachsen-Anhalt abbestellt wurde. Der Güterverkehr war bereits im Zuge des Rationalisierungsprogramms MORA C durch Kündigung der Verträge mit dem letzten Güterkunden zum 31. Dezember 2001 zum Erliegen gekommen. Auf Antrag der Deutschen Bahn AG wurde die Strecke zum 31. Oktober 2004 stillgelegt.

### Übernahme durch die DRE
Die Deutsche Regionaleisenbahn GmbH (DRE) nahm daraufhin Verhandlungen zur Übernahme der Strecke sowie der ebenfalls stillgelegten Strecke Salzwedel–Geestgottberg auf. Sie pachtete die Strecke schließlich am 1. Januar 2007 im stillgelegten Zustand zur Trassensicherung. Aufgrund der Verbreiterung des Mittellandkanals kam ein kostspieliger Brückenneubau nicht mehr in Frage. Da auch die Anliegerkommunen entlang des 28 Kilometer langen Streckenabschnitts Klötze–Oebisfelde kein Interesse am Schienenverkehr zeigten, wurden die Gleise hier von der DRE im Jahr 2008 entfernt. Die Trasse bleibt jedoch als Eisenbahnverkehrsfläche gewidmet, sodass eine Streckenreaktivierung möglich ist. Allerdings wird dies durch die im November 2009 abgerissene Brücke über den Mittellandkanal erschwert.
Die DRE war bestrebt, die Infrastruktur im Abschnitt Klötze–Salzwedel für den Schienenverkehr zu reaktivieren. Im DB-Kursbuch 2007/08 wurde die Wiederaufnahme des Betriebs als „Altmarkbahn“ unter der Kursbuchnummer 303 angekündigt, fand aber nicht statt. Bei den Fahrten am 13. Dezember 2015 wurden die Fahrten unter „Jeetzetalbahn“ angekündigt.

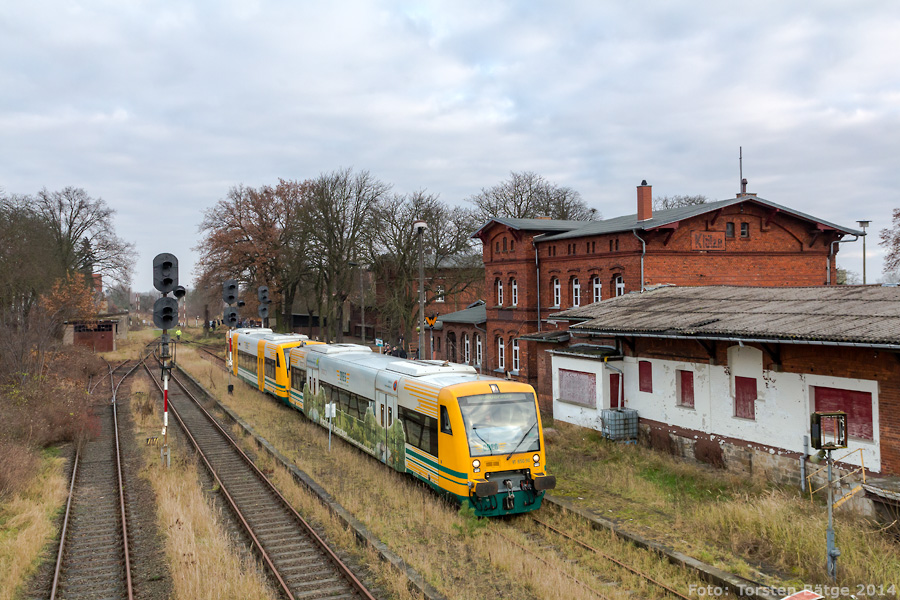
ODEG VT650.90 und VT650.68 halten am 7. Dezember 2014 als DBV 30100 Salzwedel Altstadt–Klötze im Bahnhof Klötze.

Im August 2014 begann die DRE mit den Freischneidearbeiten und der Beseitigung vorhandener Oberbaumängel zwischen Salzwedel und Klötze. Die ursprünglich geplanten Fahrten anlässlich des Martinimarktes in Klötze konnten allerdings infolge der Entgleisung eines Messfahrzeuges nicht stattfinden. Nach erfolgter Betriebsfreigabe pendelte am Sonntag, dem 7. Dezember 2014, erstmals nach zwölf Jahren ein Triebwagen der Ostdeutschen Eisenbahn dreimal zwischen dem Bahnhof Salzwedel Altstadt und Klötze.
Weitere Sonderfahrten zwischen Salzwedel und Klötze fanden am 13. Dezember 2015 statt.
Ende Mai 2022 schrieb die DRE die Reststrecke Salzwedel – Klötze zur Übernahme aus, weil den laufenden Kosten keine Einnahmen gegenüberstehen. Da sich kein neuer Betreiber fand, wurde die Strecke zum 22. Dezember 2022 stillgelegt.
Laut dem Streckenverzeichnis der DRE vom 14. März 2024 befindet sich die Strecke im Rückgabeverfahren mit der DB InfraGO AG.

## Besonderheiten
- Der Streckenabschnitt von Buchhorst nach Kunrau verlief durch das ausgedehnte Niedermoorgebiet Drömling. Die Züge fuhren – aufgrund schadhafter Schwellen teilweise mit 30 km/h – durch eine naturbelassene Landschaft. Die Strecke war über mehrere Kilometer an der Grenze eines Totalreservats trassiert, so dass zahlreiche Naturbeobachtungen möglich waren. In einem Bericht wird die Strecke als „Safari mit Tempo 50“ beschrieben, und es hieß: „Die Nebenbahn dürfte zu den schönsten in Deutschland gehören“.[9] Auch das übriggebliebene Teilstück der Strecke liegt durchweg in einer agrarisch geprägten, teils naturnahen Landschaft.
- Im Zuge des Baus der Schnellfahrstrecke Hannover–Berlin im Bereich Oebisfelde wurde die Trasse der Strecke nach Salzwedel 1995 verlegt und durch Einbau großer Kurven um zwei Kilometer verlängert. Auch wurden zwei Straßenbrücken über das rechtlich als Neubaustrecke zählende Streckenstück errichtet. Diese Neubaustrecke war nun nach wenigen Jahren ohne Verkehr.